# Anna von Rumschottel
Anna Rumschottel, död efter 1532, var en tysk adelskvinna. 
Hon var mätress till Erik I av Braunschweig-Calenberg-Göttingen, och blev föremål för en häxprocess då Eriks maka Elisabet av Brandenburg år 1528 anklagade henne för att ha förorsakad hennes sjukdom och komplikationer under förlossningen med hjälp av trolldom. Erik hjälpte Anna att fly, men hon tillfångatogs och avrättades i en annan stad. 